# Jeongja-dong, Suwon
Jeongja-dong (koreanska: 정자동) är en stadsdel i staden Suwon i provinsen Gyeonggi i den nordvästra delen av Sydkorea, 29 km söder om huvudstaden Seoul.  Den ligger i stadsdistriktet Jangan-gu.

## Indelning
Administrativt är Jeongja-dong indelat i:
| Namn    | Namn                | Yta km² | Invånare 31 dec 2020 |
| ------- | ------------------- | ------- | -------------------- |
| 정자1동 | Jeongja 1(il)-dong  | 1,27    | 29 996               |
| 정자2동 | Jeongja 2(i)-dong   | 1,44    | 30 493               |
| 정자3동 | Jeongja 3(sam)-dong | 1,44    | 42 970               |